# Pourquoi Paris ?
Pour plus de détails, voir Fiche technique et Distribution.
Pourquoi Paris ? est un film français de Denys de La Patellière, sorti en 1963.

## Synopsis
1963. Monique, une Belge, vient à Paris pour apprendre la peinture et devenir une artiste. Elle suit des cours à l'Académie et se retrouve dans un atelier à Montmartre. Pour terminer, elle va être mannequin-photo et elle va décorer une pochette de disque d'un chanteur. Elle aime Denis dont elle vient de faire la connaissance.

## Fiche technique
- Titre : Pourquoi Paris ?
- Réalisation : Denys de La Patellière
- Scénario : Albert Valentin, Bernard Chesnais et Denys de La Patellière d'après une œuvre originale de Monique Bertho
- Production : René-Gaston Vuattoux
- Producteur exécutif : Pierre Meyrat
- Société de production : Lorraine Films-Adef (Paris), Mizar Films et Variety Film
- Musique : Charles Aznavour
- Photographie : Jacques Bernachi
- Montage : Sylvie Blanc
- Décors : Maurice Colasson
- Pays d’origine :  France
- Format : Noir et blanc
- Durée : 79 minutes
- Date de sortie : 9 août 1963

## Distribution
- Monique Bertho : Elle-même
- Charles Aznavour : Lui-même
- Maurice Biraud : Denis, l'hôtelier
- Bernard Blier : Le concierge de l'immeuble
- Danielle Darrieux : La prostituée
- Paulette Dubost : La restauratrice
- Robert Hossein : ?
- Françoise Rosay : ?
- Michel Simon : ?
- Ray Ventura : Le gardien du musée
- Bernard Musson : ?
- Bernard Woringer : ?
- Guy Decomble : ?
- Roger Dutoit : ?
- Jacques Monod : ?